# Чемпіонат України з футболу 1992: вища ліга
Сезон 1992 року чемпіонату України з футболу став перехідним і винятковим — він тривав усього пів року. Це сталося через те, що останній чемпіонат СРСР закінчився восени 1991 року, а Федерація футболу України вирішила проводити чемпіонати за календарем «осінь-весна», щоб синхронізувати їх із більшістю європейських чемпіонатів і єврокубковим сезоном.
Чемпіонат серед команд вищої ліги тривав з 6 березня по 21 червня 1992 року.

## Учасники
У чемпіонаті взяло участь 20 клубів:
- 6 українських команд вищої ліги чемпіонату СРСР 1991 року:
  - «Чорноморець» (Одеса)
  - «Динамо» (Київ)
  - «Дніпро» (Дніпропетровськ)
  - «Шахтар» (Донецьк)
  - «Металург» (Запоріжжя)
  - «Металіст» (Харків)
- 2 українські команди першої ліги чемпіонату СРСР 1991 року:
  - «Буковина» (Чернівці)
  - «Таврія» (Сімферополь)
- найкращі 9 (з 11) українських команд буферної зони другої ліги чемпіонату СРСР 1991 року:
  - «Карпати» (Львів)
  - «Зоря-МАЛС» (Луганськ)
  - «Нива» (Тернопіль)
  - «Нива» (Вінниця)
  - «Торпедо» (Запоріжжя)
  - «Волинь» (Луцьк)
  - СКА (Одеса)
  - «Кремінь» (Кременчук)
  - «Евіс» (Миколаїв)
- 2 найкращі команди першої (української) зони другої ліги чемпіонату СРСР 1991 року:
  - «Нафтовик» (Охтирка)
  - «Прикарпаття» (Івано-Франківськ)
- володар Кубка України 1991 серед команд першої (української) зони другої ліги — «Темп» (Шепетівка)

Перед початком сезону команда «Зоря-МАЛС» носила назву «Зоря», «Евіс» — «Суднобудівник».

До 5 квітня 1992 року СК «Одеса» носив назву СКА.
Щоб укластися у пів року, клуби було розбито на дві групи по десять команд у кожній. Фінал між переможцями груп мав бути в двоматчевому протистоянні, вдома і в гостях. Однак ФФУ в останню мить змінила регламент, тож команди-переможці груп — «Таврія» і «Динамо» — розіграли чемпіонський титул у фінальному матчі у Львові за присутності 36 тисяч глядачів. «Динамо» вважалося беззастережним фаворитом, але тренер «Таврії» Анатолій Заяєв вдало побудував гру на контратаках і на 75-й хвилині Сергій Шевченко забив переможний м'яч, який зробив кримчан чемпіонами.
У матчі за третє місце в Запоріжжі, в якому зійшлися другі команди груп, «Дніпро» переміг донецький «Шахтар» (3:2). Одразу шість команд — по три невдахи з кожної групи — залишили вищу лігу.
За результатами сезону «Таврія» здобула путівку до Кубка Чемпіонів, «Чорноморець» — до Кубка Кубків, а «Динамо» — до Кубка УЄФА.

## Група А

### Результати
| М   | Команда       | ТАВ | ШАХ | ЧОР | ТОР | МЕТ | КАР | КРЕ | НИВ | ЕВІ | ТЕМ |
| --- | ------------- | --- | --- | --- | --- | --- | --- | --- | --- | --- | --- |
| 1.  | «Таврія»      |     | 1:1 | 1:0 | 2:0 | 2:1 | 1:0 | 3:0 | 4:1 | 1:0 | 6:0 |
| 2.  | «Шахтар»      | 0:0 |     | 0:0 | 0:0 | 2:0 | 1:0 | 2:0 | 5:0 | 2:0 | 2:0 |
| 3.  | «Чорноморець» | 0:0 | 3:0 |     | 2:1 | 2:0 | 2:2 | 1:1 | 6:0 | 2:1 | 3:1 |
| 4.  | «Торпедо»     | 1:1 | 1:2 | 0:2 |     | 3:0 | 2:1 | 0:0 | 4:0 | 2:0 | 2:0 |
| 5.  | «Металург»    | 2:2 | 1:1 | 1:1 | 0:1 |     | 1:1 | 1:0 | 4:1 | 2:0 | 3:1 |
| 6.  | «Карпати»     | 0:2 | 1:0 | 2:1 | 0:0 | 0:0 |     | 1:1 | 2:1 | 2:0 | 2:0 |
| 7.  | «Кремінь»     | 1:1 | 2:3 | 1:1 | 1:1 | 0:1 | 1:0 |     | 1:0 | 2:1 | 1:1 |
| 8.  | «Нива» В      | 0:1 | 0:0 | 0:0 | 3:1 | 1:1 | 3:0 | 4:2 |     | 2:0 | 0:0 |
| 9.  | «Евіс»        | 1:2 | 1:6 | 1:2 | 1:1 | 1:0 | 1:1 | 0:0 | 2:1 |     | 1:0 |
| 10. | «Темп»        | 1:0 | 0:4 | 0:2 | 1:1 | 0:2 | 1:0 | 2:3 | 0:1 | 1:1 |     |

### Підсумкова таблиця
| М  | Команда       | І  | В  | Н | П  | РМ    | О  |
| -- | ------------- | -- | -- | - | -- | ----- | -- |
|    | «Таврія»      | 18 | 11 | 6 | 1  | 30−9  | 28 |
|    | «Шахтар»      | 18 | 10 | 6 | 2  | 31−10 | 26 |
|    | «Чорноморець» | 18 | 9  | 7 | 2  | 30−12 | 25 |
| 4  | «Торпедо»     | 18 | 6  | 7 | 5  | 21−16 | 19 |
| 5  | «Металург»    | 18 | 6  | 6 | 6  | 20−19 | 18 |
| 6  | «Карпати»     | 18 | 5  | 6 | 7  | 15−18 | 16 |
| 7  | «Кремінь»     | 18 | 4  | 8 | 6  | 17−23 | 16 |
| 8  | «Нива» В      | 18 | 5  | 4 | 9  | 18−33 | 14 |
| 9  | «Евіс»        | 18 | 3  | 4 | 11 | 12−29 | 10 |
| 10 | «Темп»        | 18 | 2  | 4 | 12 | 9−34  | 8  |

## Група Б

### Результати
| М   | Команда       | ДИН | ДНІ | МЕТ | НИВ | ВОЛ | БУК | ЗОР | НАФ | ПРИ | ОДЕ |
| --- | ------------- | --- | --- | --- | --- | --- | --- | --- | --- | --- | --- |
| 1.  | «Динамо»      |     | 2:2 | 2:1 | 1:0 | 2:0 | 1:0 | 2:1 | 1:0 | 2:0 | 4:2 |
| 2.  | «Дніпро»      | 0:1 |     | 2:1 | 4:1 | 3:0 | 0:1 | 2:0 | 2:0 | 1:0 | 4:3 |
| 3.  | «Металіст»    | 2:1 | 1:0 |     | 0:0 | 3:1 | 0:0 | 1:0 | 2:0 | 1:0 | 0:2 |
| 4.  | «Нива» Т      | 0:2 | 1:0 | 1:1 |     | 2:0 | 1:0 | 2:0 | 2:0 | 2:0 | 1:0 |
| 5.  | «Волинь»      | 2:3 | 1:0 | 3:1 | 1:0 |     | 2:0 | 2:0 | 3:0 | 1:1 | 3:0 |
| 6.  | «Буковина»    | 0:0 | 1:2 | 0:1 | 2:1 | 2:1 |     | 3:1 | 3:0 | 0:0 | 3:1 |
| 7.  | «Зоря-МАЛС»   | 1:1 | 1:1 | 2:2 | 1:1 | 2:1 | 2:1 |     | 3:0 | 4:0 | 1:0 |
| 8.  | «Нафтовик»    | 1:3 | 0:1 | 1:0 | 0:0 | 2:1 | 0:0 | 2:2 |     | 1:0 | 3:1 |
| 9.  | «Прикарпаття» | 0:0 | 0:1 | 1:1 | 0:0 | 0:0 | 0:1 | 2:1 | 4:1 |     | 1:0 |
| 10. | СК «Одеса»    | 1:3 | 1:1 | 0:3 | 0:1 | 0:2 | 3:0 | 0:1 | 0:1 | 1:0 |     |

### Підсумкова таблиця
| М  | Команда       | І  | В  | Н | П  | РМ    | О  |
| -- | ------------- | -- | -- | - | -- | ----- | -- |
|    | «Динамо»      | 18 | 13 | 4 | 1  | 31−13 | 30 |
|    | «Дніпро»      | 18 | 10 | 3 | 5  | 26−15 | 23 |
|    | «Металіст»    | 18 | 8  | 5 | 5  | 21−16 | 21 |
| 4  | «Нива» Т      | 18 | 8  | 5 | 5  | 16−12 | 21 |
| 5  | «Волинь»      | 18 | 8  | 2 | 8  | 24−21 | 18 |
| 6  | «Буковина»    | 18 | 7  | 4 | 7  | 17−16 | 18 |
| 7  | «Зоря-МАЛС»   | 18 | 6  | 5 | 7  | 23−23 | 17 |
| 8  | «Нафтовик»    | 18 | 5  | 3 | 10 | 12−28 | 13 |
| 9  | «Прикарпаття» | 18 | 3  | 6 | 9  | 9−18  | 12 |
| 10 | СК «Одеса»    | 18 | 3  | 1 | 14 | 15−32 | 7  |

До 5 квітня 1992 року команда СК «Одеса» носила назву СКА.
Позначення:

## Матч за 1-е місце
| Дата           | Місце проведення         | Глядачів |                                            | Результат    |                 |
| -------------- | ------------------------ | -------- | ------------------------------------------ | ------------ | --------------- |
| 21 червня 1992 | Львів, стадіон «Україна» | 36000    | «Таврія» (Сімферополь) Сергій Шевченко 75' | 1:0 протокол | «Динамо» (Київ) |

Склади команд:
- «Таврія»: Олег Колесов, Сергій Шевченко, Микола Турчиненко, Олександр Головко, Відмантас Вишняускас, Сергій Воронежський, Андрій Опарін (Юрій Михайлус, 77 (Сергій Єсін, 87), Сефер Алібаєв, Юрій Гетиков, Сергій Гладишев, Владислав Новіков

- «Динамо»: Вальдемарас Мартінкенас, Олег Лужний, Анатолій Безсмертний (Олег Матвєєв, 55), Андрій Алексаненков, Сергій Шматоваленко, Сергій Ковалець, Юрій Мороз, Сергій Заєць, Олег Саленко, Степан Беца, Володимир Шаран (Юрій Грицина, 75)

Арбітр: Володимир П'яних (Донецьк)
Попередження: Відмантас Вишняускас (64)

## Матч за 3-є місце
| Дата           | Місце проведення              | Глядачів |                                               | Результат    |                                                           |
| -------------- | ----------------------------- | -------- | --------------------------------------------- | ------------ | --------------------------------------------------------- |
| 20 червня 1992 | Запоріжжя, стадіон «Металург» | 3 000    | «Шахтар» (Донецьк) Бєліченко 51' Ателькін 80' | 2:3 протокол | «Дніпро» (Дніпропетровськ) Тищенко 19' Коновалов 38', 74' |

Склади команд:
- «Шахтар»: Дмитро Шутков, Євген Драгунов, Василь Мазур, Сергій Ященко, Вадим Красніков, Олександр Мартюк, Юрій Бєліченко, Ігор Столовицький (Євген Манько, 70), Сергій Ателькін, Сергій Ребров (Олександр Барабаш, 60), Юрій Фокін.
- «Дніпро»: Валерій Городов, Андрій Юдін, Володимир Горілий, Сергій Дірявка, Вадим Тищенко (Олексій Сасько, 75), Андрій Полунін, Володимир Багмут (Олександр Захаров, 77), Юрій Максимов, Сергій Коновалов, Валентин Москвін, Євген Похлебаєв.

Арбітр: Володимир Туховський (Сімферополь)
Попередження: Олександр Мартюк (19), Василь Мазур (34)

## Найкращі бомбардири
| М  | Гравець           | Клуб          | Ігри | Голи   |
| -- | ----------------- | ------------- | ---- | ------ |
| 1  | Юрій Гудименко    | «Таврія»      | 18   | 12     |
| 2  | Тимерлан Гусейнов | «Зоря-МАЛС»   | 15   | 11     |
| 3  | Сергій Ребров     | «Шахтар»      | 19   | 10     |
| 4  | Іван Гецко        | «Чорноморець» | 14   | 10 (6) |
| 5  | Олександр Заєць   | «Торпедо»     | 18   | 9 (3)  |
| 6  | Сергій Шевченко   | «Таврія»      | 18   | 8 (2)  |
| 7  | Іван Корпонай     | «Кремінь»     | 12   | 7      |
| 7  | Юрій Грицина      | «Динамо»      | 13   | 7      |
| 9  | Сергій Гусєв      | «Чорноморець» | 17   | 7 (1)  |
| 10 | Олег Саленко      | «Динамо»      | 16   | 7 (3)  |

## Стадіони
| Стадіон                     | Місто            | Кількість матчів | Команда-господар                  |
| --------------------------- | ---------------- | ---------------- | --------------------------------- |
| «Україна»                   | Львів            | 9+1              | «Карпати» (9), матч за 1-е місце  |
| «Металург»                  | Запоріжжя        | 9+1              | «Металург» (9), матч за 3-є місце |
| «Авангард»                  | Луганськ         | 9                | «Зоря-МАЛС»                       |
| «Авангард»                  | Луцьк            | 9                | «Волинь»                          |
| Стадіон ВО «АвтоЗАЗ»        | Запоріжжя        | 9                | «Торпедо»                         |
| «Буковина»                  | Чернівці         | 9                | «Буковина»                        |
| «Дніпро»                    | Кременчук        | 9                | «Кремінь»                         |
| «Електрон»                  | Івано-Франківськ | 9                | «Прикарпаття»                     |
| «Локомотив»                 | Вінниця          | 9                | «Нива» В                          |
| «Локомотив»                 | Сімферополь      | 9                | «Таврія»                          |
| «Металіст»                  | Харків           | 9                | «Металіст»                        |
| «Метеор»                    | Дніпропетровськ  | 9                | «Дніпро»                          |
| «Нафтовик»                  | Охтирка          | 9                | «Нафтовик»                        |
| СКА                         | Одеса            | 9                | СКА                               |
| «Темп»                      | Шепетівка        | 9                | «Темп»                            |
| Центральний міський стадіон | Миколаїв         | 9                | «Евіс»                            |
| Центральний стадіон         | Тернопіль        | 9                | «Нива» Т                          |
| ЦС ЧМП                      | Одеса            | 9                | «Чорноморець»                     |
| ЦС «Шахтар»                 | Донецьк          | 9                | «Шахтар»                          |
| Республіканський стадіон    | Київ             | 7                | «Динамо»                          |
| «Динамо»                    | Київ             | 2                | «Динамо»                          |